# Lišice (Svatý Mikuláš)
Lišice (německy Lischitz) jsou ves v okrese Kutná Hora, součást obce Svatý Mikuláš. Leží asi dvanáct kilometrů severovýchodně od Kutné Hory pod Železnými horami na okraji Polabské nížiny. Ves je rozdělena do dvou částí. Nachází se stranou hlavních dopravních cest v převážně zemědělské krajině. Okrajem vesnice protéká Čertovka, v blízkosti pak řeka Doubrava.

## Historie
První písemná zmínka o vesnici pochází z roku 1487.
Ves v minulosti patřila sedleckému klášteru, později k panství Nové Dvory.
Roku 1950 byla obec Lišice připojena k obci Kobylnice.
Ve vsi je 25 domů, část z nich slouží převážně k rekreaci jako chalupy.

## Osobnosti
V Lišicích se narodil český vědec a pedagog Antonín Boháč, otec herce Ladislava Boháče.

## Další fotografie

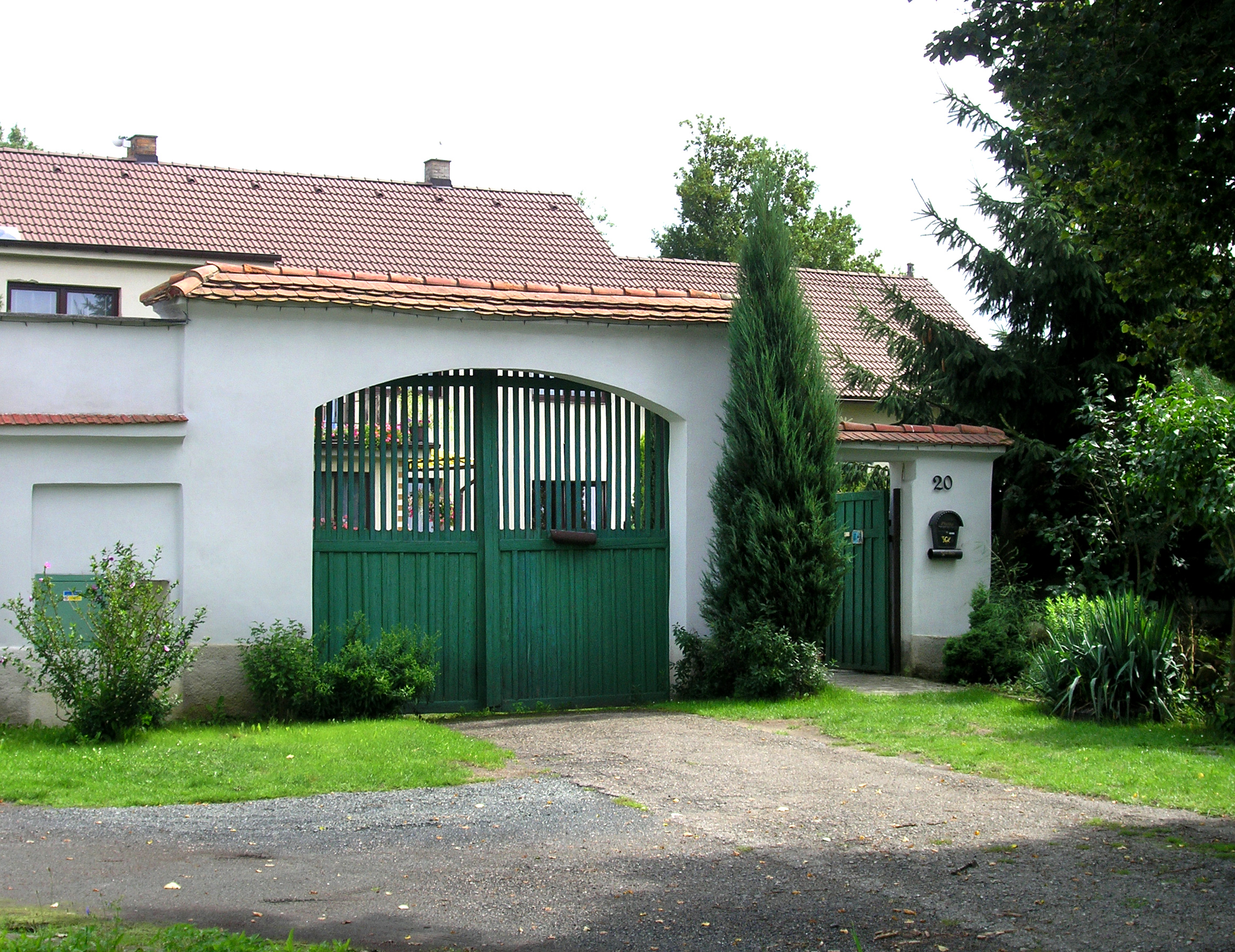
Brána bývalého statku
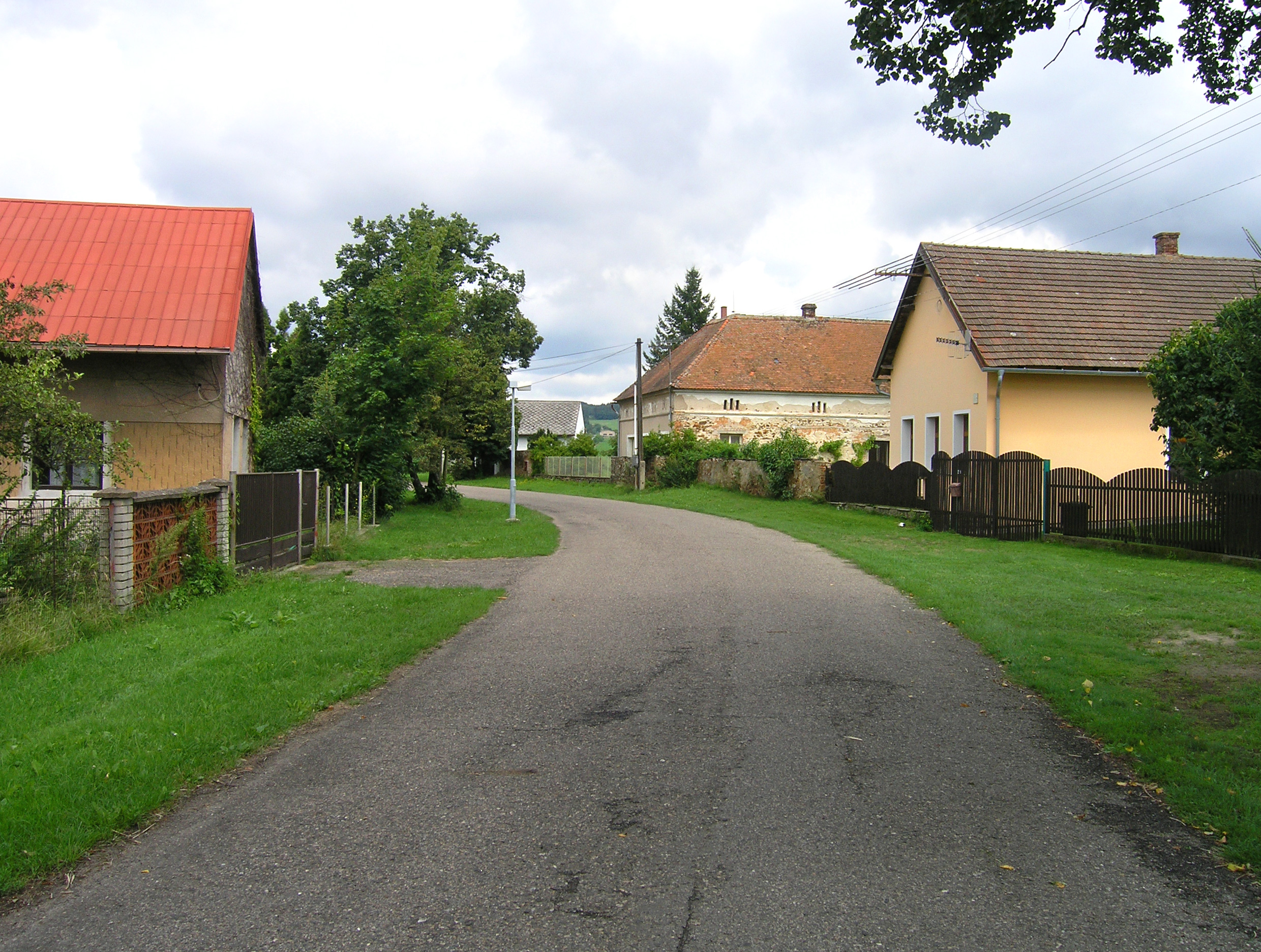
Sever vesnice